# Ятрышник
Ятры́шник (лат. Órchis) — род растений семейства Орхидные (Orchidaceae). Является типовым родом семейства орхидных и одним из крупных родов подтрибы Orchidinae.

## Название
Латинское название происходит от др.-греч. ὄρχις (яичко) из-за пары клубней, напоминающих яички.
Существует, по Этимологическому словарю русского языка Макса Фасмера, несколько предположений относительно происхождения русского названия растения: согласно одному из них, корень этого растения использовали как приворотное зелье — цветок ятрови; по другому — название связано с диалектным ставропольско-кавказским словом ятро (яйцо); в третьем случае словарь ссылается на мнение В. И. Даля, который связывал ятрышник с ядришником (от ядро).
Как и многие другие растения, например, трясунка и любка двулистная, ятрышник называют также «кукушкины слёзки» или «слёзы», а также «дремлик».

## Ботаническое описание
Ятрышники — многолетние клубневые травянистые растения.
Средняя высота облиственного простого стебля 10—50 см.
На корне утолщения в виде двух клубней — салеп.
Листья широколанцетные или линейно-широколанцетные, обхватывают стебель с сужением в черешок.
Цветки небольшие, от лилово-розовых до тёмно-вишнёвых, собраны в длинное многоцветковое колосовидное соцветия длиной 7—9, иногда 15 см. Верхние лепестки цветка образуют шлем, а нижние — губу со шпорцем. Красноватые пятнышки на губе служат ориентиром для опыляющих насекомых. В ожидании опыления цветки ятрышников могут не вянуть в течение 7—10 дней, но вянут сразу при попадании пыльцы на рыльце пестика. Цветёт с апреля по август.
У большинства видов единственный способ размножения — семенной. Некоторые виды, например, ятрышник шлемоносный, могут размножаться вегетативно, развивая вместо одного два новых клубня.

## Систематика
Характерной особенностью видов рода Orchis есть то, что многие из них образуют межвидовые гибриды, что свидетельствует об относительной молодости семейства орхидных, а также о том, что процессы видообразования в нём продолжаются. Морфологические отличия представителей родов Orchis, Anacamptis и Neotinea в их современном понимании довольно нечеткие, изменчивые и требуют детальных уточнений. Традиционное понимание этого рода в «широком смысле», до сих пор широко распространенное в отечественной литературе, предполагало его широкое понимание, с включением в него большей части видов, рассматриваемых сейчас в составе родов Anacamptis Rich. и Neotinea Rchb.f. Согласно проведенным молекулярно-филогенетическим исследованиям рода Orchis, часть видов, ранее к нему относившихся, переведены в роды Anacamptis и Neotinea. Так к роду Anacamptis переведены: Anacamptis coriophora, Anacamptis fragrans, Anacamptis laxiflora, Anacamptis morio, Anacamptis palustris, Anacamptis picta, Anacamptis morio subsp. picta, Anacamptis coriophora subsp. nervulosa. К роду Neotinea переведены: Neotinea tridentata, Neotinea ustulata.
Предложенные таксономические изменения были восприняты научным сообществом неоднозначно. Основная причина негативной реакции состоит в трудности подбора чётких диагностических признаков для родов в «новом понимании». Если род Neotinea s.l. морфологически однороден, то роды Orchis и Anacamptis s.l. настолько гетерогенны, что найти чёткие различия между ними проблематично.

## Распространение и экология

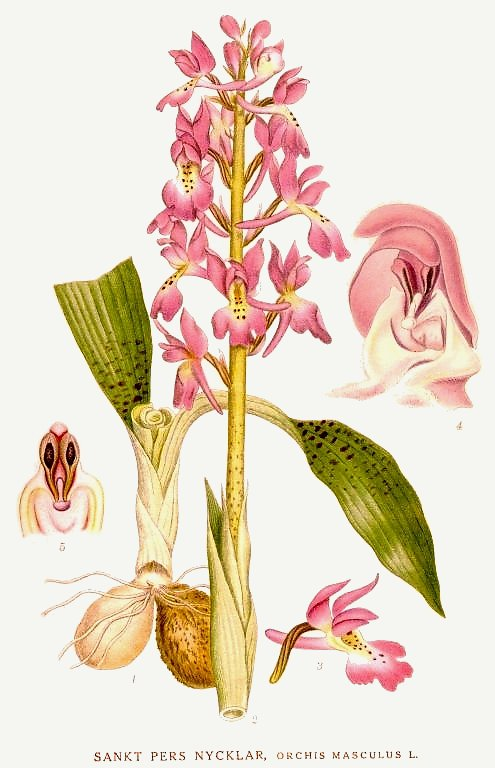
Ятрышник мужской.

Виды этого рода произрастают в холодном, умеренном и субтропическом климате Северного полушария, обычны для Центральной и Южной Европы, заходят далеко в Азию. Некоторые виды встречаются в Северной Америке. В России ятрышники занимают заметное место среди орхидных, особенно их много в горах Кавказа и в Крыму.
Ятрышники в основном растут во влажной почве, хотя не терпят её переувлажнения. Некоторые виды предпочитают сухую почву (ятрышник прованский). В самый жаркий и сухой период лета они переходят в состояние покоя, сохраняясь в виде корневищ и клубней до следующего благоприятного периода. Осенью ятрышники снова начинают расти и торопятся пройти свой жизненный цикл до следующего июля. Период летнего покоя имеют прежде всего виды средиземноморского происхождения, распространённые на территории России и Украины (на Кавказе и в Крыму).
Большинство видов относится к кальцефилам, то есть предпочитают почвы, богатые известью (ятрышник шлемоносный, ятрышник пурпурный), другие любят щелочную почву (ятрышник бледный, ятрышник болотный, ятрышник обезьяний). Часть видов предпочитает богатые минеральными веществами почвы (ятрышник пурпурный, ятрышник бледный, ятрышник мужской). Другие виды могут успешно расти на бедных почвах.
Многие виды ятрышников выбирают для своего произрастания участки с высокой освещённостью: луга, опушки леса, разреженные лесные участки. Некоторые (ятрышник шлемоносный) могут расти в тени. Южные кавказские и крымские виды ятрышников относятся к теплолюбивым растениям (ятрышник обезьяний, ятрышник пурпурный).
Ятрышники относятся к патиентам, то есть они стараются избегать соседства с более конкурентоспособными видами растений и занять менее плодородные участки или, если этого соседства не удаётся избежать, они довольствуются меньшими приходящимися на их долю ресурсами. Поэтому ятрышники встречаются в небольших количествах или в единичных экземплярах и редко образуют большие скопления. По этой же причине ятрышник мужской растёт преимущественно в разреженном травостое. В других случаях ятрышники способны занимать освободившиеся пространства, такие как насыпи железных дорог, обочины шоссе, нетоксичные отвалы после горных работ и т. д..
Ятрышники хорошо приспособлены к переносу неблагоприятных условий и могут за счёт накопленных веществ в подземных органах выжидать их изменения в течение нескольких лет. На их популяции не оказывают заметного влияния посещение лесов в летний период и сенокошение, зато оказываются губительными выпас скота, сильная рекреация вблизи больших населённых пунктов (особенно сопровождающаяся сбором цветов). Удобрение лугов может изменить кислотный состав почвы, что сказывается на образующие микоризу с ятрышниками грибах, без которых они не могут существовать.

## Хозяйственное значение и применение
Клубни многих видов ятрышника (например, мужского (Orchis mascula L.), шлемовидного (Orchis militaris L.)) содержат слизистые вещества, крахмал, сахара. 
Высушенные клубни (салеп) применяют в медицине как обволакивающее и мягчительное средство при отравлениях, колитах, гастритах. Иногда салеп рекомендуют слабым больным как укрепляющее (таким же образом используется в народной медицине).
Применяется также в ветеринарии, при катарах кишечника у животных.
Порошок из клубней ятрышника используется для приготовления напитка салеп.

## Виды

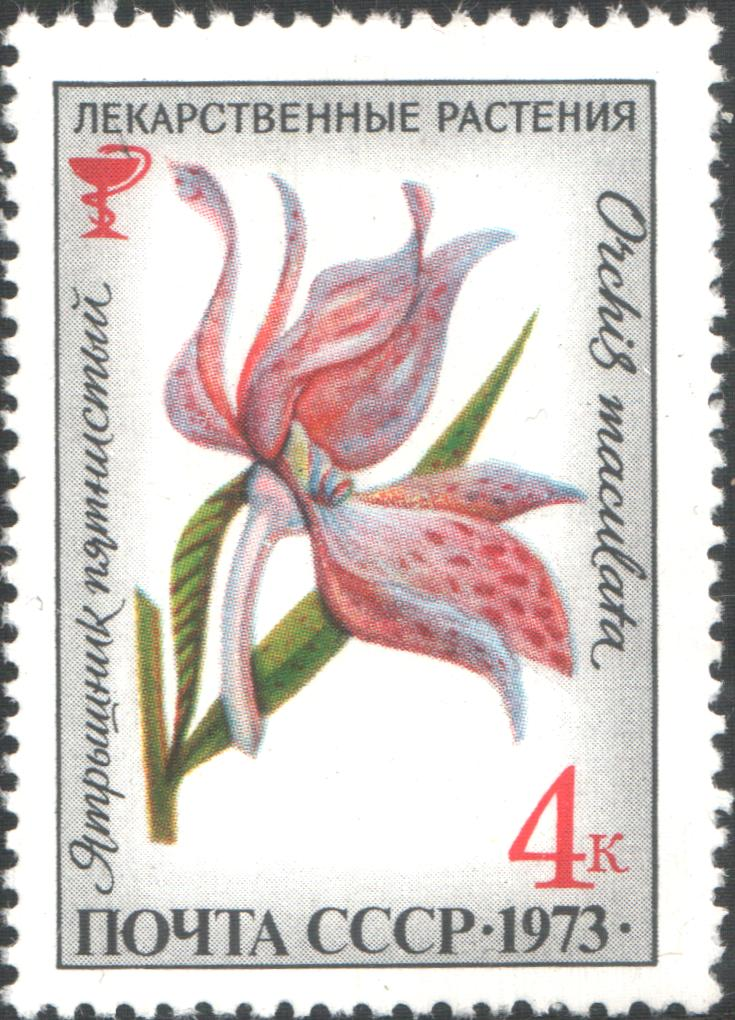
Почтовая марка СССР

По информации базы данных The Plant List (2013), род включает 61 вид
.
Список видов, по данным Королевских ботанических садов в Кью:
- Orchis adenocheila Czerniak., 1924
- Orchis anatolica Boiss. 1844 — Ятрышник анатолийский
- Orchis anthropophora (L.) All. 1785 — Ятрышник фигурный, или Ятрышник человеконосный
- Orchis brancifortii Biv., 1813
- Orchis galilaea (Bornm. & M.Schulze) Schltr., 1923
- Orchis italica Poir. 1798 — Ятрышник итальянский
- Orchis laeta Steinh., 1838
- Orchis mascula (L.) L. 1755 — Ятрышник мужской
  - Orchis mascula subsp. ichnusae Corrias
  - Orchis mascula subsp. laxifloriformis Rivas Goday & B.Rodr.
  - Orchis mascula subsp. mascula
  - Orchis mascula subsp. scopulorum (Summerh.) H.Sund. ex H.Kretzschmar, Eccarius & H.Dietr.
  - Orchis mascula subsp. speciosa (Mutel) Hegi
- Orchis militaris L. typus[13], 1753 — Ятрышник шлемовидный, или Ятрышник шлемоносный
  - Orchis militaris subsp. militaris
  - Orchis militaris subsp. stevenii (Rchb.f.) B.Baumann et al.
- Orchis olbiensis Reut. ex Gren., 1859
- Orchis pallens L. 1771 — Ятрышник бледный
- Orchis patens Desf., 1799
  - Orchis patens subsp. canariensis (Lindl.) Asch. & Graebn.
  - Orchis patens subsp. patens
- Orchis pauciflora Ten., 1812
- Orchis provincialis Balb. 1809 — Ятрышник прованский
- Orchis punctulata Steven ex Lindl. 1835 — Ятрышник мелкоточечный
- Orchis purpurea Huds. 1762 — Ятрышник пурпурный
  - Orchis purpurea subsp. caucasica (Regel) B.Baumann & al.
  - Orchis purpurea subsp. purpurea
- Orchis quadripunctata Cirillo ex Ten., 1812
- Orchis simia Lam. 1779 — Ятрышник обезьяний
  - Orchis simia subsp. simia
- Orchis sitiaca (Renz) P.Delforge, 1990
- Orchis spitzelii Saut. ex W.D.J.Koch 1837 — Ятрышник Шпитцеля
  - Orchis spitzelii subsp. cazorlensis (Lacaita) D.Rivera & Lopez Velez
  - Orchis spitzelii subsp. nitidifolia (W.P.Teschner) Soó
  - Orchis spitzelii subsp. spitzelii
- Orchis troodi (Renz) P.Delforge, 1990

## Естественные гибриды
По данным Королевских ботанических садов в Кью:

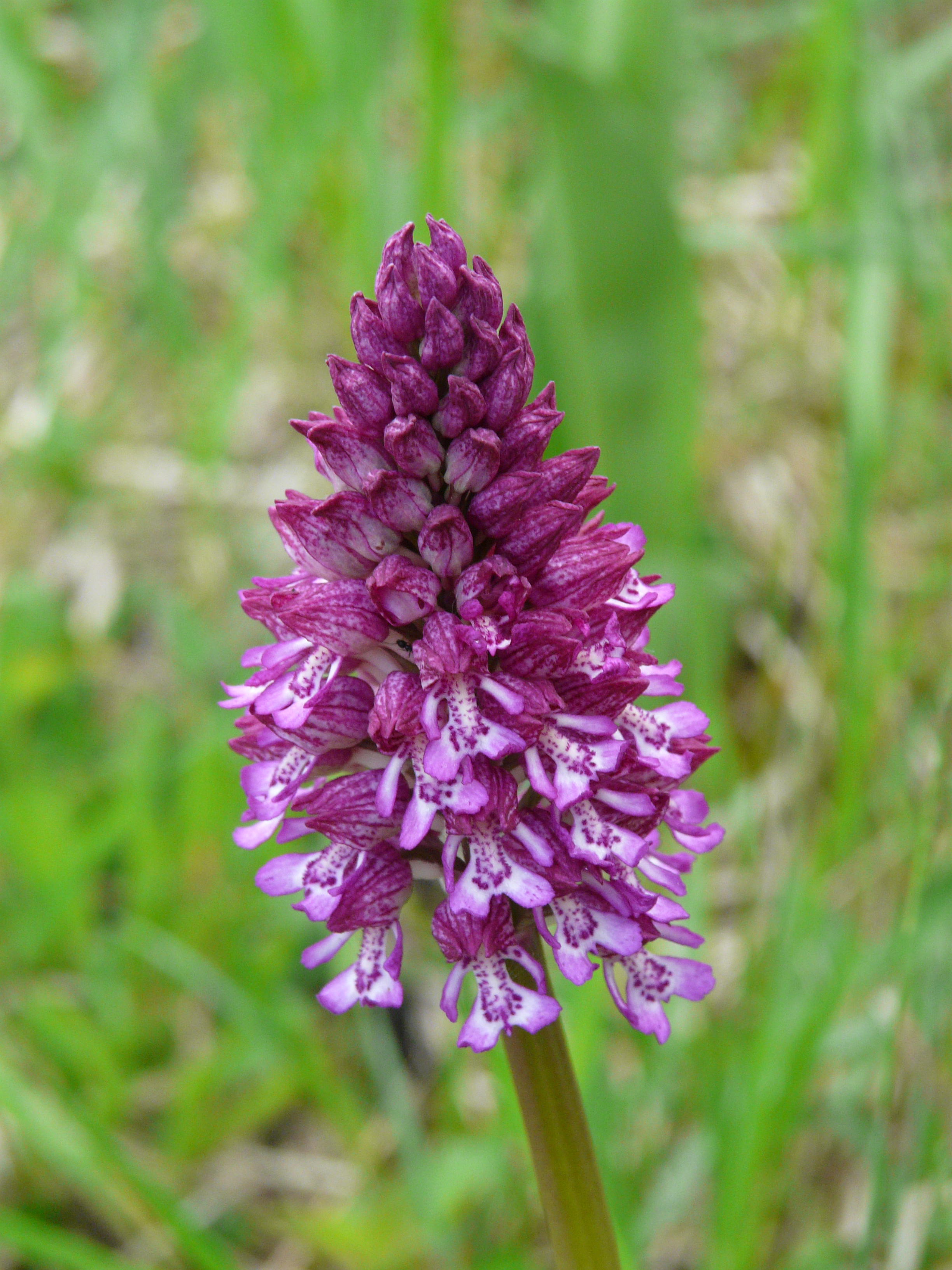
Orchis x hybrida

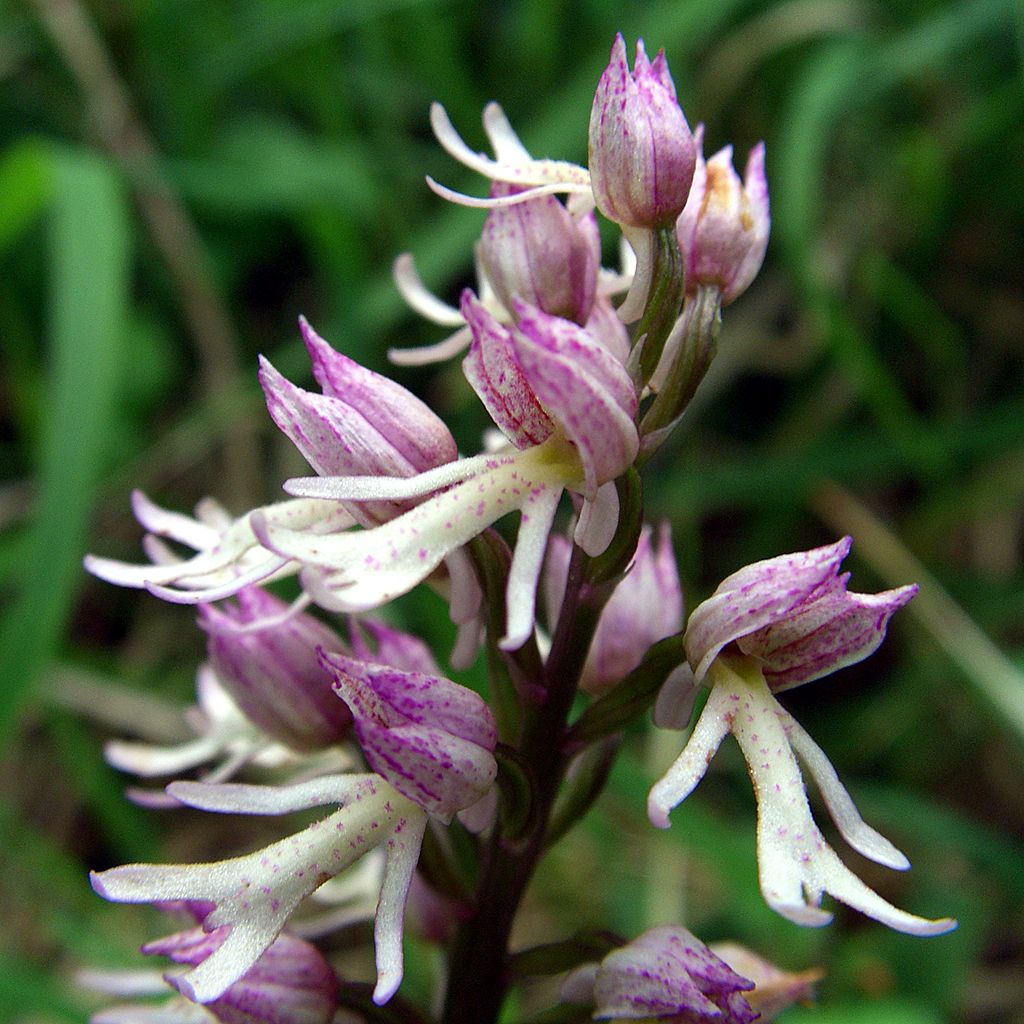
Orchis x angusticruris

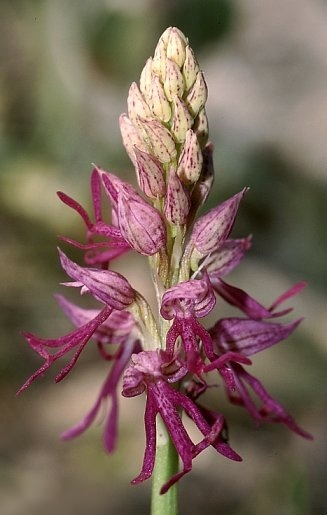
Orchis x bivonae

- Orchis × algeriensis B.Baumann & H.Baumann, 2005 — O. patens × O. spitzelii
- Orchis × angusticruris Franch., 1876 — O. purpurea × O. simia
- Orchis × aurunca W.Rossi & Minut., 1985 — O. pauciflora × O. provincialis
- Orchis × bergonii Nanteuil, 1887 — O. antropophora × O. simia
- Orchis × beyrichii (Rchb.f.) A.Kern., 1865 — O. militaris × O. simla
- Orchis × bispurium (G.Keller) H.Kretzschmar, 2007 — O. anthropophora × O. militaris × O. purpurea
- Orchis × bivonae Tod., 1840 — O. antropophora × O. italica
- Orchis × buelii Wildh., 1970 — O. provincialis × O. quadripunctata
- Orchis × calliantha Renz & Taubenheim, 1983 — O. punctulata × O. simia
- Orchis × celtiberica Pau, 1921 — O. italica × O. simia
- Orchis × chabalensis B.Baumann & al., 2003 — O. militaris subsp. stevenii × O. punctulata
- Orchis × clandestina Hautz., 1978 — O. patens × O. provincialis
- Orchis × colemanii Cortesi, 1907 — O. mascula × O. pauciflora
- Orchis × fitzii Hautz., 1983 — O. anatolica × O. mascula
- Orchis × hybrida (Lindl.) Boenn. ex Rchb., 1830 — O. militaris × O. purpurea
- Orchis × klopfensteiniae P.Delforge, 1985 — O. pallens × O. spitzelii
- Orchis × kretzschmariorum B.Baumann & H.Baumann, 2006 — O. anatolica × O. provincialis
- Orchis × ligustica Ruppert, 1933 — O. mascula × O. patens
- Orchis × loreziana Brügger, 1874 — O. mascula × O. pallens
- Orchis × lucensis Antonetti & Bertolini, 2006 — O. pauciflora × O. simia
- Orchis × macra Lindl., 1835 — O. antropophora × O. purpurea
- Orchis × palanchonii G.Foelsche & W.Foelsche, 2005 — O. olbiensis × O. pauciflora
- Orchis × penzigiana A.Camus, 1928 — O. mascula × O. provincialis
- Orchis × permixta Soo, 1932 — O. mascula subsp. speciosa × O. pallens × O. provincialis
- Orchis × petterssonii G.Keller ex Pett., 1947 — O. mascula × O. spitzelii
- Orchis × plessidiaca Renz, 1928 — O. pallens × O. provincialis
- Orchis × pseudoanatolica H.Fleischm., 1914 — O. pauciflora × O. quadripunctata
- Orchis × serraniana P.Delforge, 1989 — O. mascula subsp. laxifloriformis × O. olbiensis
- Orchis × sezikiana B.Baumann & H.Baumann, 1991 — O. anatolica × O. quadripunctata
- Orchis × spuria Rchb.f., 1849 — O. antropophora × O. militaris
- Orchis × subpatens E.G.Camus, 1928 — O. patens × O. provincialis
- Orchis × thriftiensis Renz, 1932 — O. anatolica × O. pauciflora
- Orchis × tochniana Kreutz & Scraton, 2002 — O. italica × O. punctulata
- Orchis × willingiorum B.Baumann & H.Baumann, 2006 — O. provincialis × O. spitzelii
- Orchis × wulffiana Soo, 1932 — O. punctulata × O. purpurea

## В астрономии
В честь ятрышника назван астероид (1080) Орхида, открытый в 1927 году немецким астрономом Карлом Райнмутом в Гейдельбергской обсерватории.